# República de la Xina (1912-1949)
La República de la Xina (en xinès tradicional: 中華民國, en xinès simplificat: 中华民国, en pinyin: Zhōnghuá Mínguó) fou fundada el 1912 i amb el govern a la Xina continental fins al 1949. Com a etapa de la història de la Xina, la república fou precedida per la dinastia Qing i fou succeïda per la República Popular de la Xina. El seu primer president, Sun Yat-sen tingué un breu mandat. El Kuomintang (KMT, o "Partit Nacionalista"), llavors dirigit per Song Jiaoren, guanyà les eleccions parlamentàries celebrades el desembre de 1912. Tanmateix, els líders de l'exèrcit de l'Exèrcit de Beiyang, dirigit pel president Yuan Shikai, retentiren el control del govern central. Després que la mort de Yuan el 1916, diversos caps militars locals, o senyors de la guerra, instauraren una certa autonomia territorial.
El 1925, el KMT establí un govern rival, conegut com la Xina Nacionalista, a la ciutat meridional de Canton. L'economia del nord, la qual patia un esforç fiscal excessiu pel fet de donar suport als senyors de la guerra, col·lapsà en 1927–1928. El 1928, Chiang Kai-shek, que es convertí en el líder del KMT després de la mort de Sun Yat-sen, derrotà els exèrcits dels senyors de la guerra en l'Expedició del Nord. L'Exèrcit Nacional Revolucionari de Chiang estava armat per la Unió Soviètica i era aconsellat per Mikhail Borodin. El Japó donava suport a l'exèrcit de Beiyang. Un cop que Chiang establí un govern central unificat en Nanjing, tallà els seus lligams amb els comunistes i els expulsà del KMT.
Hi havia industrialització i modernització, però també conflicte entre el govern nacionalista a Nanjing, el Partit Comunista Xinès, romanents de senyors de la guerra, i el Japó. La construcció nacional passà a segona fila amb la Segona Guerra Sinojaponesa (1937-1945). El Japó ocupà àrees costaneres, tallant l'accés de la Xina als ports marítims, mentre que el KMT es retirava a Txungking. La carretera de Birmània, i més tard la carretera Ledo, es van construir per permetre que els EUA enviessin ajuda de "préstec i arrendament" a l'exèrcit xinès. I els nacionalistes Força Y van fer retrocedir els japonesos a Yunnan durant l'ofensiva de maig/juny de 1944, però els resultats van ser decebedors des del punt de vista militar. Després que el Japó es rendís, la Guerra Freda entre els EUA i la Unió Soviètica conduïa a un conflicte renovat entre el KMT i els comunistes. El 1947, la constitució de la república de la Xina reemplaçava la llei orgànica de 1928 com a llei fonamental del país. El 1949, els comunistes establien la República Popular de la Xina a la Xina continental, mentre que els nacionalistes es retiraven a Taiwan. Malgrat el seu territori vastament reduït, el govern nacionalista fou encara reconegut pels estats anticomunistes.

## Història

### Fundació

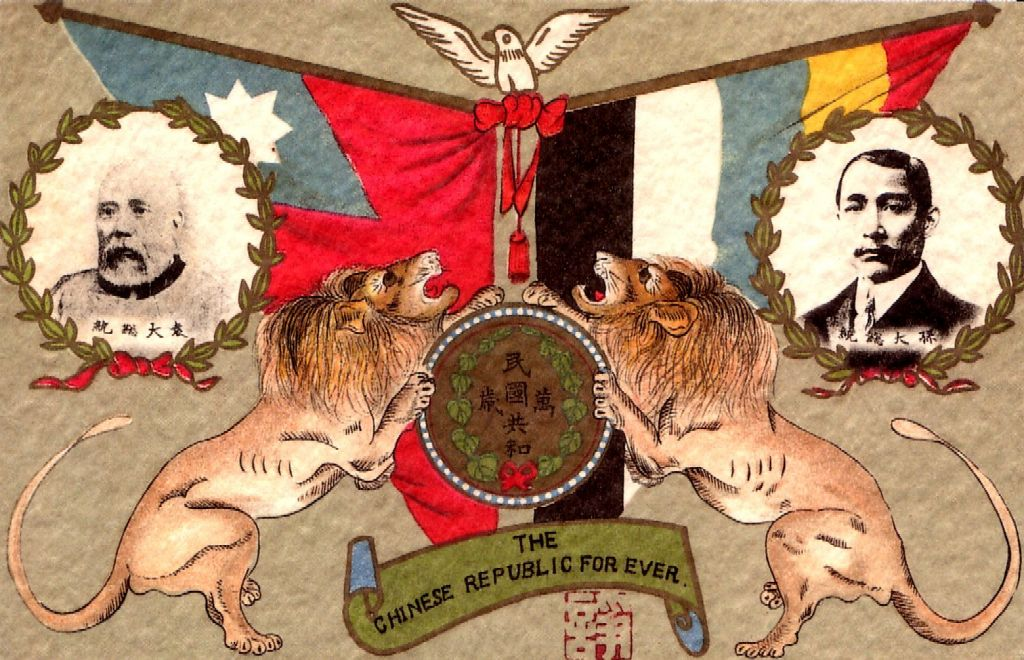
Yuan Shikai (esquerra) i Sun Yat-sen (dreta) amb banderes que representen a la república primerenca. Un dibuix que representa dos lleons que miren cap amunt davant de dues banderes. La bandera de l'esquerra, que segueix vigent, és de color vermell i blau amb un sol blanc, mentre que la de la dreta és de cinc franges verticals (negre, blanc, blau, groc i vermell), que representen les "cinc races sota una unió".

El 1911, després de més de dos mil anys de domini imperial, s'establia una república a la Xina i la monarquia fou derrocada per un grup de revolucionaris. La república fou fundada sota el lema "Cinc races sota una unió", que simbolitzava la multiplicitat d'ètnies de la Xina. La dinastia Qing, que havia experimentat només un segle d'inestabilitat, patí tant de la rebel·lió interna com de l'imperialisme estranger. Els principis neoconfucianistes que, en aquells temps, havien sostingut el sistema dinàstic ara eren qüestionats. El suport de la dinastia dels bòxers, que afirmaven tenir poders màgics, en contra de les grans potències mundials fou el seu fatal error. Les forces Qing foren derrotades i la Xina fou forçada a indemnitzar enormement a les potències estrangeres, un equivalent a un milió a ser pagat en 39 anys. Desconnectat de la població i incapaç d'encarar-se amb els desafiaments de la Xina moderna, el govern Qing era en la seva agonia final. Només la manca d'un règim alternatiu en prolongà l'existència fins a 1912.
L'establiment de la Xina Republicana es desenvolupava fora de la Revolta de Wuchang contra els Qing el 10 d'octubre de 1911. Aquella data se celebra ara anualment com el dia nacional de la República de la Xina, també conegut com el "Dia del Doble Déu". El 29 de desembre de 1911 Sun Yat-sen era elegit president de l'assemblea de Nanking que representava disset províncies. L'1 de gener de 1912, fou inaugurada oficialment i es comprometia a "enderrocar el despòtic govern manxú, consolidar la República de la Xina i pensar en el benestar de la gent".
A Sun, tanmateix, li faltava el suport militar per enderrocar la dinastia Qing. Adonant-se d'això, lliurà la presidència a Yuan Shikai, al general imperial, que llavors forçava a abdicar l'últim emperador, Pu Yi. Yuan fou elegit oficialment president el 1913.
Governà per poder militar i ignorà les institucions republicanes establertes pel seu predecessor, amenaçant d'executar els membres del Senat que estaven en desacord amb les seves decisions. Aviat dissolia el partit Kuomintang (KMT) que governava, prohibí les "organitzacions secretes" (que implícitament incloïen el KMT), i ignorà la constitució provisional. L'intent d'unes eleccions democràtiques el 1911 acabava amb l'assassinat del candidat elegit per un home reclutat per Yuan. Yuan es declarà ell mateix emperador de la Xina el 1915. El nou governant de la Xina intentà augmentar la centralització abolint el sistema provincial; tanmateix, aquest moviment enfurismà l'aristocràcia junt amb els governadors provincials, normalment militars homes. Moltes províncies declararen la seva independència i es convertiren en estats de senyors de la guerra. Cada cop més impopular i abandonat pels seus seguidors, Yuan abandonà el seu paper d'emperador el 1916 i morí de causes naturals poc temps després.
Desproveït d'un govern fort i unificat, la Xina fou empesa a un altre període de senyors de la guerra. Sun, forçat a l'exili, retornà a província de Guangdong al sud amb l'ajut de senyors de la guerra el 1917 i el 1922, i establí successius governs rivals al Govern de Beiyang a Beijing; i restablí el KMT l'octubre de 1919. El somni de Sun era unificar la Xina llançant una expedició al nord. Tanmateix, li mancava el suport militar i de finançament per fer-ho realitat.
Mentrestant, el govern Beiyang lluitava per mantenir-se al poder, i evolucionà un debat obert i ampli sobre com hauria d'afrontar la Xina l'Occident. El 1919, una protesta d'estudiants contra la resposta dèbil del govern al Tractat de Versalles, considerat injust per intel·lectuals xinesos, portà al Moviment del Quatre de Maig. Aquestes demostracions apuntaven a estendre la influència occidental per reemplaçar la cultura xinesa. També fou en aquest clima intel·lectual que s'estenia la influència del marxisme i es popularitzava. Finalment conduí a la fundació del Partit Comunista Xinès el 1920.

### Dècada de Nanjing

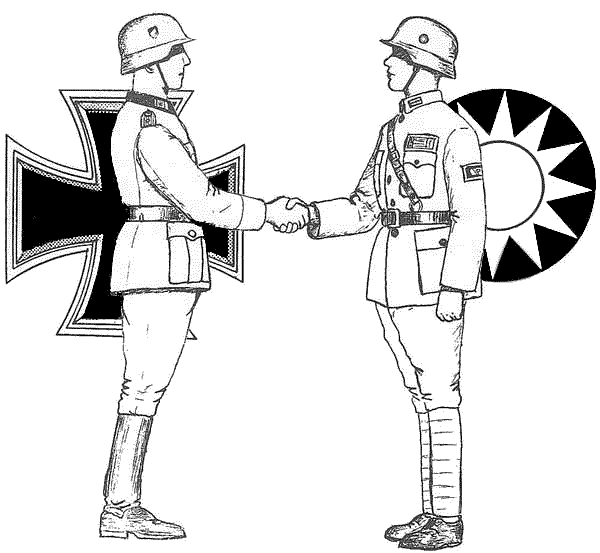
Amb ajuda d'Alemanya, la indústria xinesa i el seu exèrcit milloraren just abans de la guerra contra el Japó

Després de la mort de Sun el març de 1925, Chiang Kai-shek esdevingué al líder del KMT. El 1926, Chiang encapçalava l'Expedició del Nord a través de la Xina amb la intenció de derrotar els senyors de la guerra i unificar el país. Chiang rebia l'ajuda de la Unió Soviètica i els comunistes xinesos; tanmateix, aviat acomiadà els seus assessors soviètics. Estava convençut, no sense motiu, que volguessin apoderar-se del KMT (coneguts com els nacionalistes) i prendre'n el control. Chiang decidí atacar primer i purgar els comunistes, matant milers d'ells a la massacre de Xangai de 1927. Alhora, altres conflictes violents ocorrien a la Xina; al sud, on els comunistes eren en superiors en nombre, els seguidors nacionalistes eren massacrats. Aquests esdeveniments finalment conduïen a la guerra civil xinesa entre nacionalistes i comunistes. Chiang Kai-shek empenyé els comunistes a l'interior i procurava destruir-los, i establí un govern amb la capital a Nanquín el 1927.
El 1928, l'exèrcit de Chiang anul·lava el Govern de Beiyang i unificava la nació sencera, com a mínim nominalment, començant l'anomenada dècada de Nanquín.
Segons la teoria de Sun Yat-sen, el KMT havia de reconstruir la Xina en tres fases: una fase de mandat militar a través de la qual el KMT es faria càrrec de poder i reunificaria la Xina a la força; una fase de tutela política; i finalment una fase democràtica constitucional. El 1930, els nacionalistes, que havien pres el poder militarment i reunificaren la Xina, començaren la segona fase, promulgant una constitució provisional i començant el període de "tutela".
El KMT fou criticat per instituir un totalitarisme, però estava intentant establir una societat democràtica moderna. Entre altres, crearen en aquell temps l'Acadèmia Sínica, el Banc Central de la Xina, i altres agències. El 1932, la Xina enviava un equip per primer cop als Jocs Olímpics d'Estiu de 1932. S'aprovaven lleis i s'organitzaren campanyes per tal de promoure els drets de la dona. La facilitat i velocitat de comunicació també permeteren un focus en problemes socials, incloent-hi aquells dels pobles. El moviment de reconstrucció rural era un de molts que aprofitaven la nova llibertat per tal de crear una consciència social.
Els historiadors, com Edmund Fung, sostenen que establir una democràcia a la Xina en aquell moment no era possible. La nació estava en guerra i es dividia entre comunistes i nacionalistes. La corrupció dins del govern i la manca de direcció també impedia dur a terme qualsevol reforma significativa. Chiang s'adonà de la manca de treball real que es feia dins de la seva administració i deia el Consell d'Estat: "La nostra organització es torna pitjor i pitjor... molts membres del personal només seuen als seus escriptoris i miren a l'espai, altres llegeixen diaris i fins i tot altres dormen.". El govern nacionalista presentà un esborrany de la constitució 5 de maig de 1936.
Durant aquells temps hi havia un reguitzell de conflictes armats a la Xina occidental, incloent-hi la Rebel·lió de Kumul, la Guerra Sinotibetana i la invasió soviètica de Xinjiang. Encara que el govern central tenia nominalment el control del país sencer durant aquest període, les grans àrees de la Xina romanien sota el domini semiautònom de senyors de la guerra locals, caps militars provincials o coalicions de senyors de la guerra. El domini nacionalista era més fort a les regions orientals al voltant de la capital Nanjing, però els militaristes regionals com Feng Yuxiang i Yan Xishan ostentaven una considerable autoritat local. La Guerra De Planes Central el 1930, l'agressió japonesa el 1931 i el Llarga Marxa de l'Exèrcit Roig el 1934 conduïen a més poder per al govern central, però hi continuava havent arrossegant peu i fins i tot complet desafiament, com en la Rebel·lió de Fujian de 1933-34.

### Segona Guerra sinojaponesa (1936-1945)
Pocs xinesos imaginaven els desitjos japonesos sobre la Xina. Famolenc de matèries primeres i pressionat per una població creixent, el Japó iniciava la presa de Manxúria el setembre de 1931 i l'antic emperador Qing establert Pu Yi com a cap de l'estat de titella de Manxukuo el 1932. La pèrdua de Manxúria, i el seu vast potencial industrial per a indústries de desenvolupament i guerra, fou un cop a l'economia del Kuomintang. La Societat de Nacions, establerta al final de la Primera Guerra Mundial, fou incapaç d'actuar davant del desafiament japonès.
Els japonesos començaren a empènyer des del sud de la Gran Muralla Xinesa cap al nord i les províncies costaneres. La fúria xinesa contra el Japó era previsible, però la ràbia també es dirigí contra Chiang i el govern de Nanking, que a l'època estava més preocupat amb les campanyes d'exterminació anticomunistes que a resistir als invasors japonesos. La importància d'una "unió interna prèvia a l'amenaça externa" fou duta enèrgicament el desembre de 1936, quan Chiang Kai-shek, en un esdeveniment conegut com l'Incident de Xi'an, era segrestat per Zhang Xueliang i era forçat a aliar-se amb els comunistes contra el japonesos al segon front d'unitat Kuomintang-CCP contra el Japó.

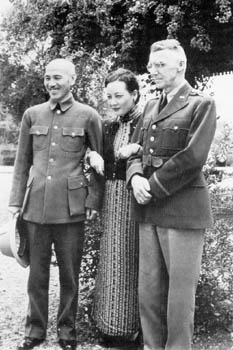
El generalíssim Chiang Kai-shek i Soong Mei-ling amb el general Joseph Stilwell a Birmània (1942)

La resistència xinesa s'enrigidia després del 7 de juliol de 1937, quan ocorria un xoc entre tropes xineses i japoneses més enllà de Beijing (llavors anomenat Beiping) prop del Pont de Marco Polo. Aquesta escaramussa dugué iniciar la guerra, encara que no declarada, entre la Xina i el Japó. Xangai queia després d'una batalla de tres mesos durant la qual el Japó patí extenses víctimes, tant en el seu exèrcit i com en l'armada. La capital de Nanquín queia el desembre de 1937. Això fou seguit per una orgia de massius assassinats i violacions conegudes com la Massacre de Nanquín. La capital nacional fou traslladada breument a Wuhan, després traslladada amb una retirada d'èpica a Txungking, la seu del govern fins a 1945. El 1940 el règim col·laboracionista de Wang Jingwei s'establia amb la seva capital a Nanquín, proclamant-se la "República" legítima "de la Xina" en oposició al govern de Chiang Kai-shek, encara que les seves reclamacions es dificultaven significativament a causa de la seva natura mentre un estat titella japonès controlava petites porcions de territori, junt amb la seva subsegüent derrota al final de la guerra.

### Postguerra mundial i presa de Taiwan
Durant Segona Guerra Mundial els Estats Units emergien com un actor essencial en els afers xinesos. Com a aliat s'embarcava a les darreries del 1941 en un programa d'ajut militar i financer massiu al Govern Nacionalista durament pressionat. El gener de 1943 els Estats Units i el Regne Unit introduïren la manera de revisar els seus tractats amb la Xina, finalitzant un segle de relacions diplomàtiques desiguals. En pocs mesos se signava un nou acord entre els Estats Units i la República de la Xina per tal de deixar tropes americanes a la Xina per a l'esforç de guerra comú contra el Japó. El desembre de 1943 derogaren les Actes d'exclusió xinesos dels anys 1880 així com les subsegüents lleis promulgades pel Congrés dels Estats Units per tal de restringir la immigració xinesa als Estats Units.
La política de guerra dels Estats Units era inicialment ajudar la Xina per a esdevenir un fort aliat i a una força que estabilitzés a l'est de l'Àsia de postguerra. Mentre el conflicte entre el Kuomintang i els comunistes s'intensificava, tanmateix, els Estats Units procuraven en conciliar les forces rivals per a un esforç de guerra antijaponès més eficaç. Segons la Declaració de Potsdam, la transferència de sobirania sobre Taiwan del Japó cap a la República de la Xina ocorria el 25 d'octubre de 1945 (dia de la retrocessió). Cap al final de la guerra, la infanteria de marina dels Estats Units es feia servir per retenir Beiping (Beijing) i Tianjin en contra d'una possible incursió soviètica, i es donava suport logístic a les forces Kuomintang al nord i nord-est de la Xina.
A través de la influència mediadora dels Estats Units s'arranjà una treva el gener de 1946, però les batalles entre el Kuomintang i els comunistes aviat es reprengueren. L'opinió pública de la incompetència administrativa del govern República de la Xina s'intensificava i era incitada pels comunistes en la protesta d'estudiants a escala nacional del 1947 contra el mal maneig d'una acusació de violació a principis d'any i una altra protesta nacional contra reformes monetàries més tard aquell any. Adonant-se que intervenció armada americana a petita o gran escala no podria aturar l'arribada de la guerra civil, els Estats Units retiraren la missió americana, encapçalada pel general George C. Marshall, a principis del 1947. La guerra civil xinesa s'estenia; les batalles es desencadenaven no solament pel territoris sinó també per a la fidelitat de sectors descontents de la població. Els Estats Units ajudaven els nacionalistes amb préstecs econòmics massius i armes però cap suport de combat.

La retirada dels nacionalistes a Taipei: Després que els nacionalistes perdessin Nanquín (Nanking) després passaven a Guangzhou (Canton), llavors a Txungking (Chungking), Txengdu (Chengtu) i Xichang (Sichang) abans d'arribar a Taipei.

Tardanament, el govern de la República de la Xina procurava guanyar el suport popular a través de reformes internes. L'esforç era en va, tanmateix, a causa de la rampant corrupció del govern i el caos polític i econòmic que l'acompanyava. A finals del 1948 la posició del Kuomintang estava desolada. Les tropes del Kuomintang, desmoralitzades i indisciplinades, demostraven que no ser cap adversari per al motivat i disciplinat Exèrcit Popular d'Alliberament comunista, aviat conegut com l'Exèrcit Roig. Els comunistes s'establien bé al nord i al nord-est.
Encara que el Kuomintang tenia un avantatge en nombre d'homes i armes, controlava un territori i una població molt més gran que els seus adversaris i gaudia d'un suport internacional considerable, eren esgotats per la guerra llarga amb el Japó i dins baralla entre diversos generals. També estaven perdent la guerra de propaganda als comunistes, amb una població cansada de la corrupció del Kuomintang i el desig de pau.
El gener de 1949 Beiping era pres pels comunistes sense lluita, i el seu nom canviava altre cop a Beijing. Entre abril i novembre les ciutats essencials passaren del control del Kuomintang als comunistes amb una resistència mínima. En la majoria dels casos el camp circumdant i les ciutats petites havien arribat sota influència comunista molt de temps abans que les ciutats. Finalment, l'1 d'octubre de 1949, els comunistes fundaven la República Popular de la Xina.
Després de l'1 d'octubre de 1949 Chiang Kai-shek i uns pocs centenars de milers de soldats de la República de la Xina i dos milions de refugiats, predominantment del govern i l'empresariat, fugiren de la Xina continental a l'illa de Taiwan; romangueren a la Xina petits focus aïllats de resistència. El 7 de desembre de 1949 Chiang proclamà Taipei, Taiwan, com la capital provisional de la República de la Xina.

## Govern

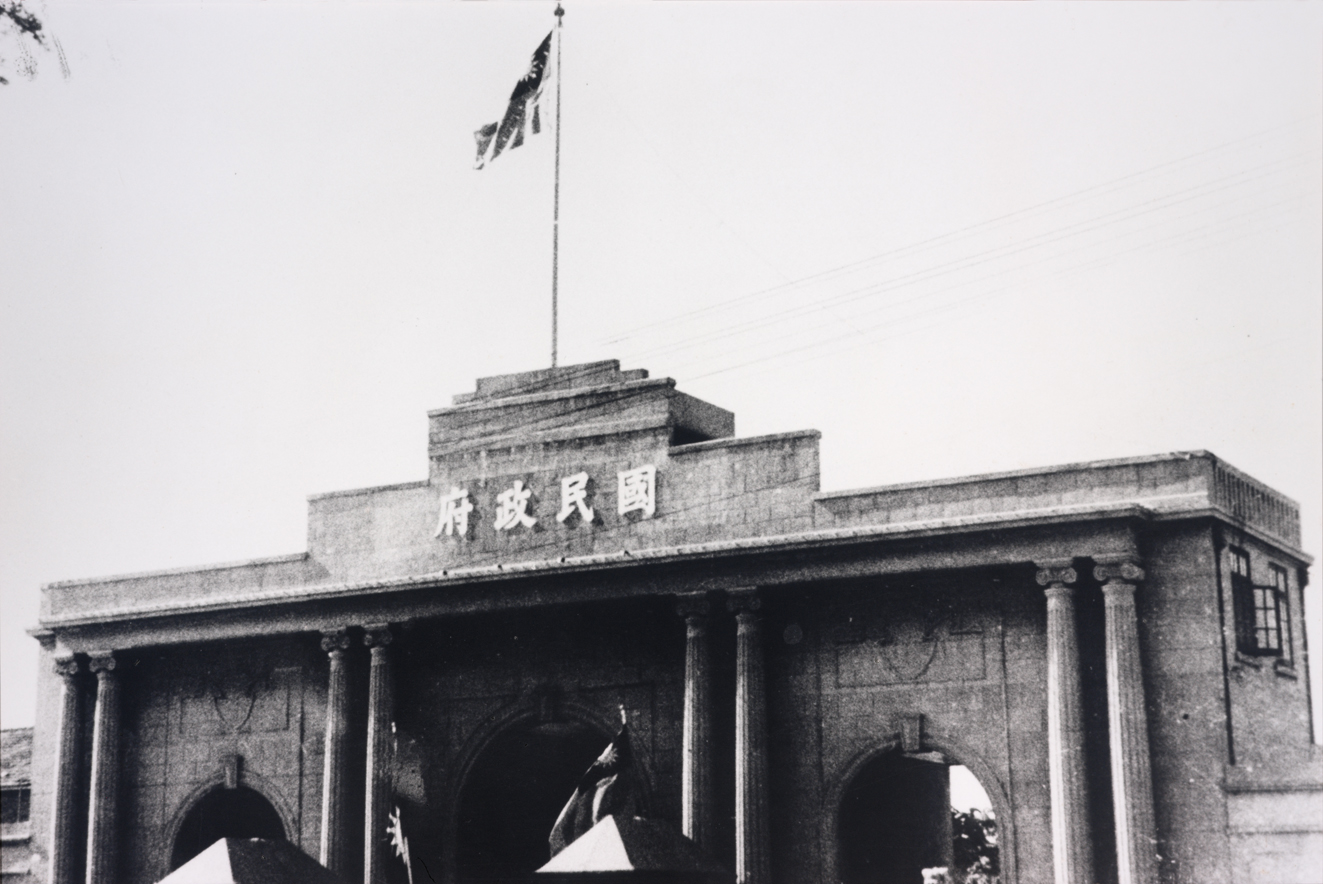
Seu del govern nacionalista a Nanjing

El primer govern nacional xinès s'establí l'1 de gener de 1912, a Nanjing, amb Sun Yat-sen com a president provisional. Foren enviats delegats provincials per confirmar l'autoritat del govern nacional, i més tard també constituïren el primer parlament. El poder d'aquest govern nacional fou limitat i passatger, amb els generals controlant tant les províncies centrals com les del nord de la Xina. Els escassos decrets aprovats per aquest govern incloïen l'abdicació formal de la dinastia Qing i algunes iniciatives econòmiques.
L'autoritat del parlament es tornà nominal; les violacions de la Constitució per Yuan toparen amb poc entusiastes mocions de censura, i als membres del Kuomintang del parlament que deixava la seva afiliació al KMT se'ls oferia 1.000 lliures. Yuan mantingué el poder localment enviant com a governadors provincials a generals per a obtenir la fidelitat d'aquells que ostentaven el poder.
Quan Yuan morí, el parlament de 1913 fou tornat a convocar per donar legitimitat a un govern nou. Tanmateix amb el temps, el poder real passà als caps militars, formant el període de senyors de la guerra. El govern impotent encara tenia el seu ús; quan començà la Primera Guerra Mundial, uns quants poders occidentals i el Japó volien que la Xina declarés la guerra al Segon Reich, per liquidar els hòldings alemanys.
Hi havia també uns quants governs de senyors de la guerra i estats titelles que compartien el mateix nom.
El govern de la República de la Xina fou fundat sobre la constitució de la República de la Xina i els seus tres principis del poble, els estats del qual "[la República de la Xina] seran una república democràtica del poble, per ser governat pel poble i per al poble."
El febrer de 1928, la quarta sessió plenària del segon congrés nacional del Kuomintang, realitzat a Nanjing, aprovà el decret sobre la reorganització governamental nacionalista. Aquest decret estipulava que el govern nacionalista havia de ser dirigit i regulat per la Junta Directiva Central del Kuomintang, amb el Comitè del Govern Nacionalista elegit pel Comité Central del KMT. Durant el govern nacionalista hi havia set ministeris - interior, afers exteriors, finances, transport, justícia, agricultura i mines, comerç - a més a més institucions com la Cort Suprema, Yuan de Control i l'Acadèmia General.
Amb la promulgació de la llei orgànica del govern nacionalista l'octubre de 1928, el govern es reorganitzà en cinc branques diferents o Yuan, és a dir el Yuan Executiu, Yuan Legislatiu, Yuan judicial, Yuan d'examen així com el Yuan de Control. El President del govern nacional havia de ser el cap d'estat i comandant en cap de l'Exèrcit Revolucionari Nacional. Chiang Kai-shek fou nomenat primer president del govern nacionalista, una posició que retindria fins al 1931. La llei orgànica també estipulava que el Kuomintang, a través del seu Congrés Nacional i la Junta Directiva Central, exerciria la sobirania durant el període de tutela política, i el Consell Polític del KMT guiaria i dirigiria el govern nacionalista en l'execució d'actualitats nacionals importants, i que el consell té el poder d'interpretar o esmenar la llei orgànica.

## Divisions administratives

Mapa de divisions administratives i reclamacions prop de la República de la Xina

| Províncies i equivalents de la república de la Xina (1949) | Províncies i equivalents de la república de la Xina (1949) | Províncies i equivalents de la república de la Xina (1949) | Províncies i equivalents de la república de la Xina (1949) | Províncies i equivalents de la república de la Xina (1949) | Províncies i equivalents de la república de la Xina (1949) |
| Nom de període (nom actual)                                | Xinès tradicional                                          | Pinyin                                                     | Abreviatura                                                | Capital                                                    | Xinés                                                      |
| ---------------------------------------------------------- | ---------------------------------------------------------- | ---------------------------------------------------------- | ---------------------------------------------------------- | ---------------------------------------------------------- | ---------------------------------------------------------- |
| Províncies                                                 |                                                            |                                                            |                                                            |                                                            |                                                            |
| Antung (Andong)                                            | 安東                                                       | Āndōng                                                     | 安 ān                                                      | Tunghwa (Tonghua)                                          | 通化                                                       |
| Anhwei (Anhui)                                             | 安徽                                                       | Ānhuī                                                      | 皖 wǎn                                                     | Hofei (Hefei)                                              | 合肥                                                       |
| Chahar (chahar)                                            | 察哈爾                                                     | Cháhār                                                     | 察 chá                                                     | Changyuan (Zhangjiakou)                                    | 張垣(張家口)                                               |
| Chekiang (Zhejiang)                                        | 浙江                                                       | Zhèjiāng                                                   | 浙 zhè                                                     | Hangchow (Hangzhou)                                        | 杭州                                                       |
| Fukien (Fujian)                                            | 福建                                                       | Fújiàn                                                     | 閩 mǐn                                                     | Foochow (Fuzhou)                                           | 福州                                                       |
| Hopeh (Hebei)                                              | 河北                                                       | Héběi                                                      | 冀 jì                                                      | Tsingyuan (Baoding)                                        | 清苑(保定)                                                 |
| Heilungkiang (Heilongjiang)                                | 黑龍江                                                     | Hēilóngjiāng                                               | 黑 hēi                                                     | Peian (Bei'an)                                             | 北安                                                       |
| Hokiang (Hejiang)                                          | 合江                                                       | Héjiāng                                                    | 合 hé                                                      | Chiamussu (Jiamusi)                                        | 佳木斯                                                     |
| Honan (Henan)                                              | 河南                                                       | Hénán                                                      | 豫 yù                                                      | Kaifeng (Kaifeng)                                          | 開封                                                       |
| Hupeh (Hubei)                                              | 湖北                                                       | Húběi                                                      | 鄂 è                                                       | Wuchang (Wuchang)                                          | 武昌                                                       |
| Hunan (Hunan)                                              | 湖南                                                       | Húnán                                                      | 湘 xiāng                                                   | Changsha (Changsha)                                        | 長沙                                                       |
| Hsingan (Xing'an)                                          | 興安                                                       | Xīng'ān                                                    | 興 xīng                                                    | Hailar (Hulunbuir)                                         | 海拉爾(呼倫貝爾)                                           |
| Jehol (Rehe)                                               | 熱河                                                       | Rèhé                                                       | 熱 rè                                                      | Chengteh (Chengde)                                         | 承德                                                       |
| Kansu (Gansu)                                              | 甘肅                                                       | Gānsù                                                      | 隴 lǒng                                                    | Lanchow (Lanzhou)                                          | 蘭州                                                       |
| Kiangsu (Jiangsu)                                          | 江蘇                                                       | Jiāngsū                                                    | 蘇 sū                                                      | Chingkiang (Zhenjiang)                                     | 鎮江                                                       |
| Kiangsi (Jiangxi)                                          | 江西                                                       | Jiāngxī                                                    | 贛 gàn                                                     | Nanchang (Nanchang)                                        | 南昌                                                       |
| Kirin (Jilin)                                              | 吉林                                                       | Jílín                                                      | 吉 jí                                                      | Kirin (Jilin)                                              | 吉林                                                       |
| Kwangtung (Guangdong)                                      | 廣東                                                       | Guǎngdōng                                                  | 粵 yuè                                                     | Canton (Guangzhou)                                         | 廣州                                                       |
| Kwangsi (Guangxi)                                          | 廣西                                                       | Guǎngxī                                                    | 桂 guì                                                     | Kweilin (Guilin)                                           | 桂林                                                       |
| Kweichow (Guizhou)                                         | 貴州                                                       | Guìzhōu                                                    | 黔 qián                                                    | Kweiyang (Guiyang)                                         | 貴陽                                                       |
| Liaopeh (Liaobei)                                          | 遼北                                                       | Liáoběi                                                    | 洮 táo                                                     | Liaoyuan (Liaoyuan)                                        | 遼源                                                       |
| Liaoning (Liaoning)                                        | 遼寧                                                       | Liáoníng                                                   | 遼 liáo                                                    | Shenyang (Shenyang)                                        | 瀋陽                                                       |
| Ningsia (Ningxia)                                          | 寧夏                                                       | Níngxià                                                    | 寧 níng                                                    | Yinchuan (Yinchuan)                                        | 銀川                                                       |
| Nunkiang (Nenjiang)                                        | 嫩江                                                       | Nènjiāng                                                   | 嫩 nèn                                                     | Tsitsihar (Qiqihar)                                        | 齊齊哈爾                                                   |
| Shansi (Shanxi)                                            | 山西                                                       | Shānxī                                                     | 晉 jìn                                                     | Taiyuan (Taiyuan)                                          | 太原                                                       |
| Shantung (Shandong)                                        | 山東                                                       | Shāndōng                                                   | 魯 lǔ                                                      | Tsinan (Jinan)                                             | 濟南                                                       |
| Shensi (Shaanxi)                                           | 陝西                                                       | Shǎnxī                                                     | 陝 shǎn                                                    | Sian (Xi'an)                                               | 西安                                                       |
| Sikang (Xikang)                                            | 西康                                                       | Xīkāng                                                     | 康 kāng                                                    | Kangting (Kangding)                                        | 康定                                                       |
| Sinkiang (Xinjiang)                                        | 新疆                                                       | Xīnjiāng                                                   | 新 xīn                                                     | Tihwa (Ürümchi)                                            | 迪化(烏魯木齊)                                             |
| Suiyuan (Suiyuan)                                          | 綏遠                                                       | Suīyuǎn                                                    | 綏 suī                                                     | Kweisui Hohhot)                                            | 歸綏(呼和浩特)                                             |
| Sungkiang (Songjiang)                                      | 松江                                                       | Sōngjiāng                                                  | 松 sōng                                                    | Mutankiang (Mudanjiang)                                    | 牡丹江                                                     |
| Szechwan (Sichuan)                                         | 四川                                                       | Sìchuān                                                    | 蜀 shǔ                                                     | Chengtu (Txengdu)                                          | 成都                                                       |
| Taiwan (Taiwan)                                            | 臺灣                                                       | Táiwān                                                     | 臺 tái                                                     | Taipei                                                     | 臺北                                                       |
| Tsinghai (Qinghai)                                         | 青海                                                       | Qīnghǎi                                                    | 青 qīng                                                    | Sining (Xining)                                            | 西寧                                                       |
| Yunnan (Yunnan)                                            | 雲南                                                       | Yúnnán                                                     | 滇 diān                                                    | Kunming (kunming)                                          | 昆明                                                       |
| Regió administrativa especial                              |                                                            |                                                            |                                                            |                                                            |                                                            |
| Hainan (Hainan)                                            | 海南                                                       | Hǎinán                                                     | 瓊 qióng                                                   | Haikow (Haikou)                                            | 海口                                                       |
| Regions                                                    |                                                            |                                                            |                                                            |                                                            |                                                            |
| Àrea de Mongòlia (Mongòlia Exterior)                       | 蒙古                                                       | Ménggǔ                                                     | 蒙 méng                                                    | Kulun (Ulan Bator)                                         | 庫倫(烏蘭巴托)                                             |
| Àrea de Tibet (Tibet)                                      | 西藏                                                       | Xīzàng                                                     | 藏 zàng                                                    | Lhasa                                                      | 拉薩                                                       |
| Municipis especials                                        |                                                            |                                                            |                                                            |                                                            |                                                            |
| Chongqing (Txungking)                                      | 重慶                                                       | Chóngqìng                                                  | 渝 yú                                                      | (Districte de Yuzhong)                                     | 渝中區                                                     |
| Dairen (Dalian)                                            | 大連                                                       | Dàlián                                                     | 連 lián                                                    | (Districte de Xigang)                                      | 西崗區                                                     |
| Hankow (Hankou, Wuhan)                                     | 漢口                                                       | Hànkǒu                                                     | 漢 hàn                                                     | (Districte de Jiang'an)                                    | 江岸區                                                     |
| Harbin (Harbin)                                            | 哈爾濱                                                     | Hā'ěrbīn                                                   | 哈 hā                                                      | (Districte de Nangang)                                     | 南崗區                                                     |
| Guangzhou (Canton)                                         | 廣州                                                       | Guǎngzhōu                                                  | 穗 suì                                                     | (Districte de Yuexiu)                                      | 越秀區                                                     |
| Nanking (Nanquín)                                          | 南京                                                       | Nánjīng                                                    | 京 jīng                                                    | (Districte de Xuanwu)                                      | 玄武區                                                     |
| Peiping o Pequín (Beijing)                                 | 北平                                                       | Běipíng                                                    | 平 píng                                                    | (Districte de Xicheng)                                     | 西城區                                                     |
| Shanghai (Xangai)                                          | 上海                                                       | Shànghǎi                                                   | 滬 hù                                                      | (Districte de Huangpu)                                     | 黄浦區                                                     |
| Mukden (Shenyang)                                          | 瀋陽                                                       | Shěnyáng                                                   | 瀋 shěn                                                    | (Districte de Shenhe)                                      | 瀋河區                                                     |
| Sian (Xi'an)                                               | 西安                                                       | Xī'ān                                                      | 安 ān                                                      | (Districte de Weiyang)                                     | 未央區                                                     |
| Tianjin (Tientsin)                                         | 天津                                                       | Tiānjīn                                                    | 津 jīn                                                     | (Districte de Heping)                                      | 和平區                                                     |
| Qingdao (Tsingtao)                                         | 青島                                                       | Qīngdǎo                                                    | 青 qīng                                                    | (Districte de Shinan)                                      | 市南區                                                     |